# Venny Soldan-Brofeldt
Wendla Irene Soldan-Brofeldt, más conocida como Venny Soldan-Brofeldt (Helsinki, 2 de noviembre de 1863–Lohja, 10 de octubre de 1945) fue una pintora, ilustradora, artista gráfica, escultora de madera y diseñadora de joyas finlandesa. Pertenecía a la población de habla sueca de Finlandia.

## Trayectoria
Nació como Wendla Irene Soldan. Su madre, Marie Müller (1837-1927), era alemana y su padre, fue director de la Casa de Moneda de Finlandia. En casa se hablaba sueco. Su familia la apoyó para convertirse en artista. De 1880 a 1884 asistió a la escuela de dibujo de la Academia de Bellas Artes de Helsinki. También estudió en privado con la pintora Maria Wiik y asistió a clases en San Petersburgo de 1883 a 1885. Fue alumna de la Académie Colarossi de París en dos ocasiones y durante un breve periodo. También realizó viajes de estudio a España e Italia con el dinero que ganaba copiando viejos clásicos. Al regresar a Helsinki, se convirtió en profesora de arte.
En 1890 conoció al escritor Juhani Aho en los estudios de la pintora Anna Sahlsten. En 1891 se casaron, pasaron su luna de miel en San Petersburgo y se establecieron en Ullanlinna. Adoptó el apellido Brofeldt en lugar de Aho porque ese todavía era el nombre legal de su marido. Su casa se convirtió en un lugar de encuentro cultural que acogió a personalidades como Jean Sibelius, Pekka Halonen, Arvid Järnefelt, Werner Söderhjelm, Albert Edelfelt, Akseli Gallen-Kallela y Eero Järnefelt.
Su primer hijo, Heikki (que más tarde se convirtió en cineasta), nació en 1895. En 1896, viajó a Berlín para estudiar nuevos métodos en el diseño de papel tapiz.  En 1900, nació su segundo hijo, que se convirtió en escritor. En 1903 el gobernador general ruso, Nikolay Bobrikov, hizo que Aho fuera incluido en la lista negra después de que lo fuera su hermano, por violar las leyes de censura y tuvo que huir del país. Ante la posibilidad de ser enviados a Siberia, decidieron abandonar Finlandia y, de 1903 a 1904, vivieron primero en Tirol, luego en Venecia y Florencia. Regresaron a Helsinki después del asesinato de Bobrikov. En 1907, Aho cambió legalmente su apellido como gesto patriótico y Soldan-Brofeldt decidió conservar el apellido original de su marido.
En 1910, colaboraron en un libro ilustrado para niños. Después de la muerte de su marido en 1921, comenzó a viajar, a menudo como representante de la compañía de fotografía y cine de sus hijos, Aho & Soldan.
Cuando se terminó en 1933, se convirtió en su portavoz honoraria. Durante la Guerra de Invierno se trasladó a una casa de campo en Lohja, donde murió en 1945. Expresó su deseo de ser enterrada en el cementerio de Hietaniemi, con su familia, en lugar de junto a su marido.

## Obra (selección)

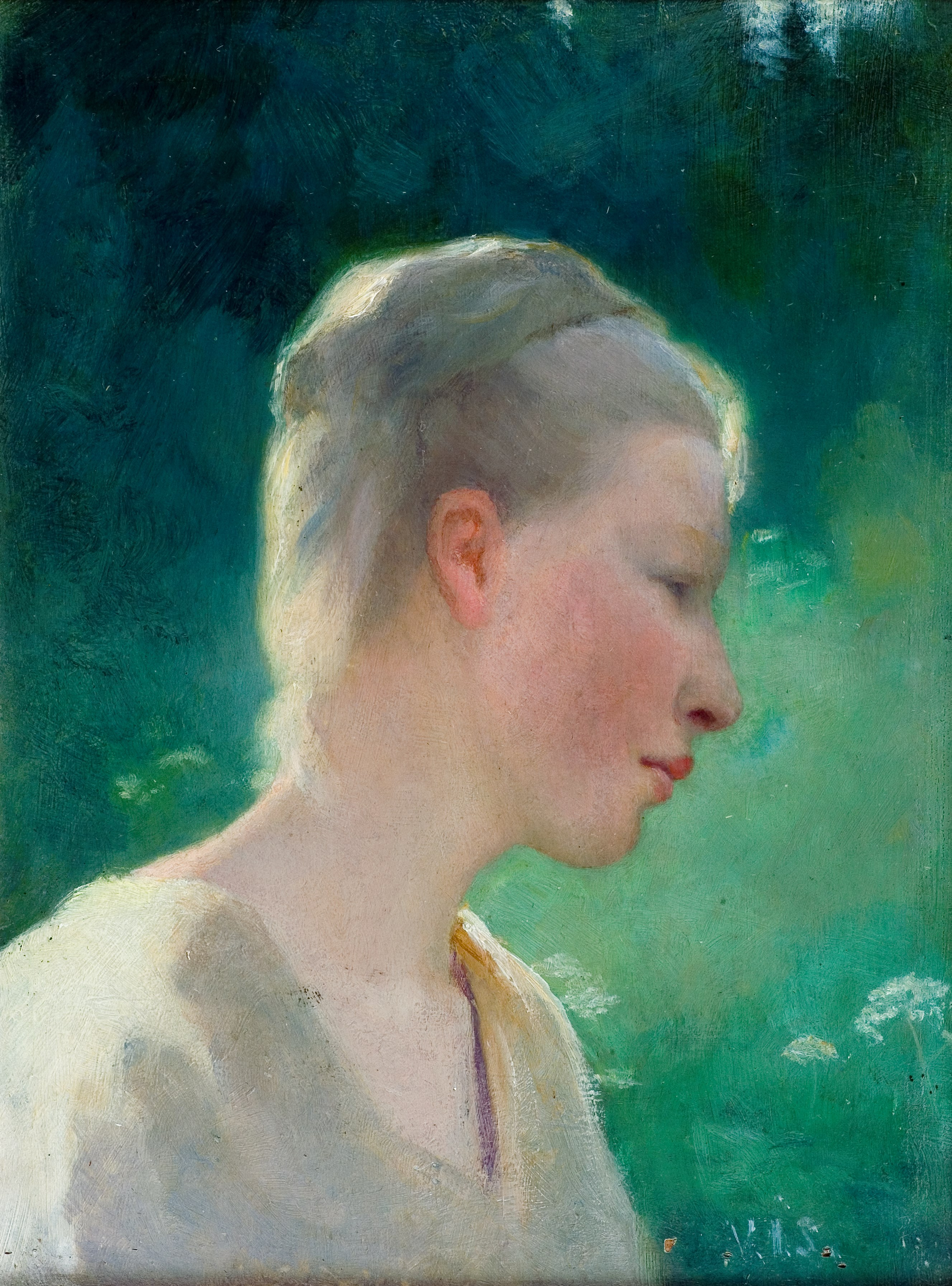
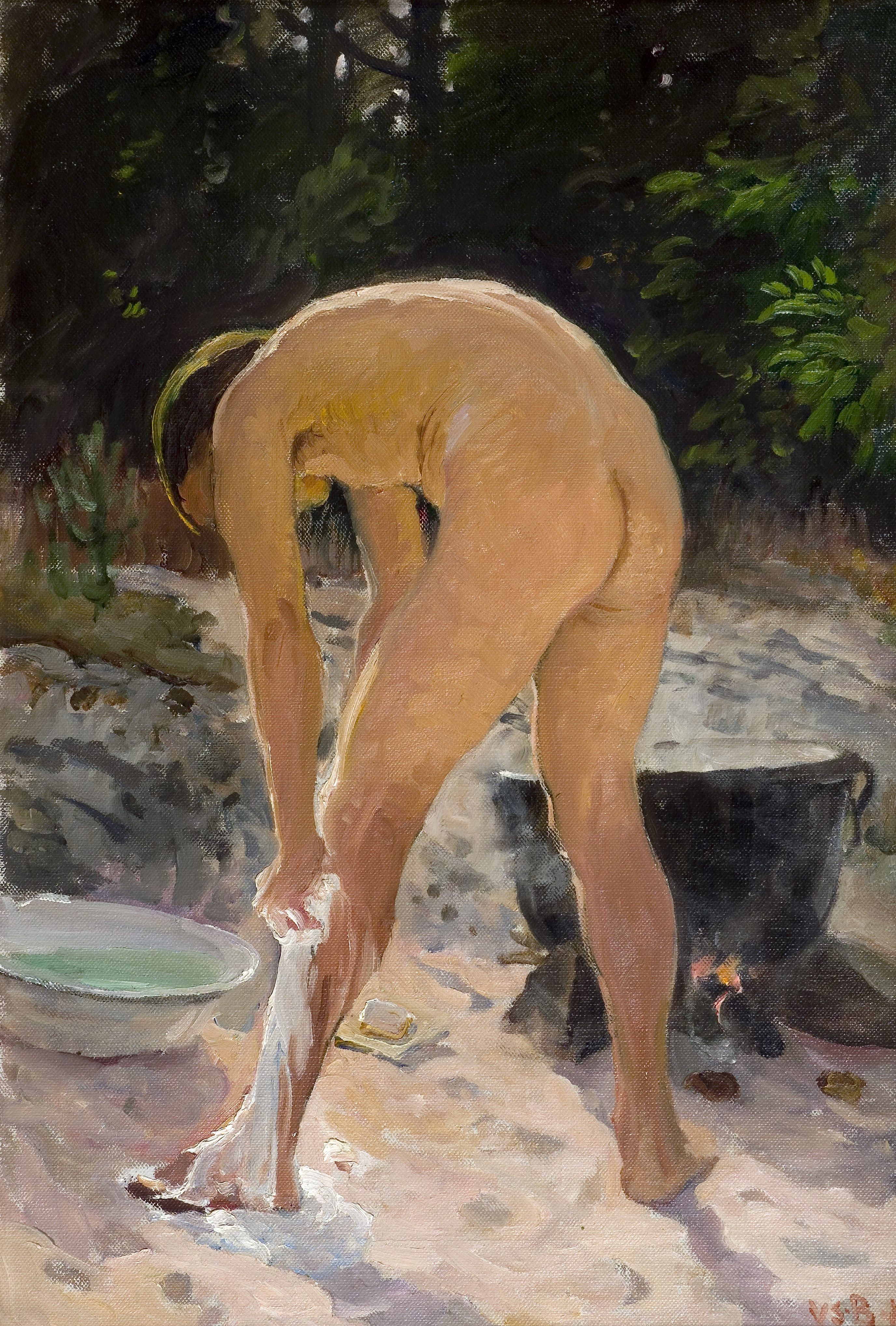
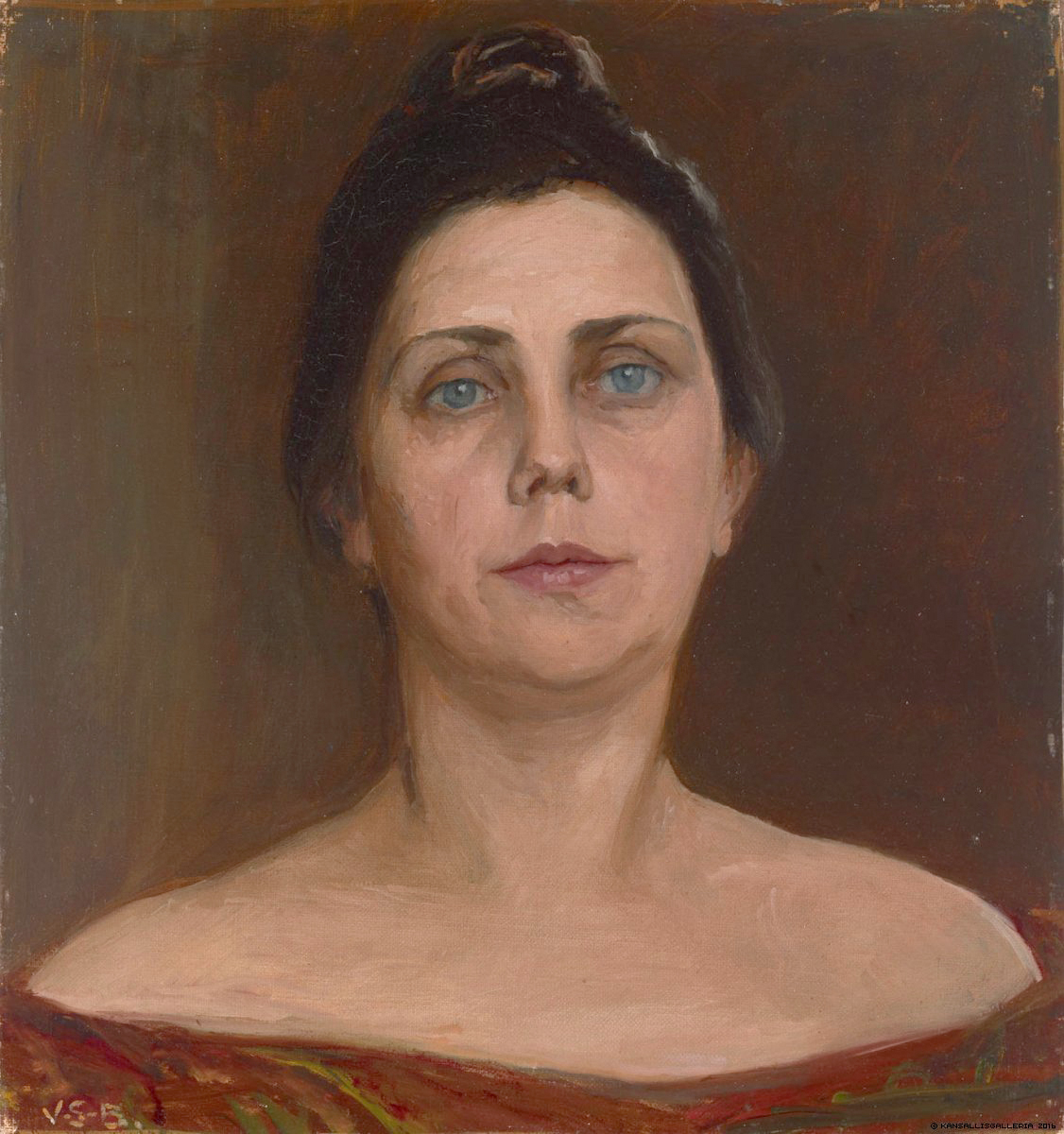
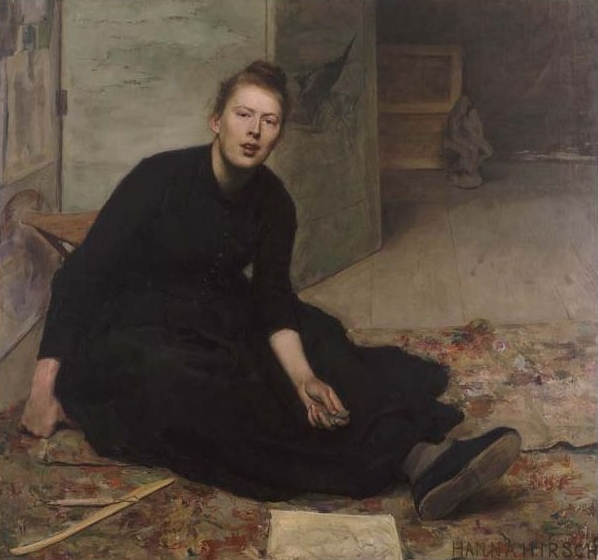
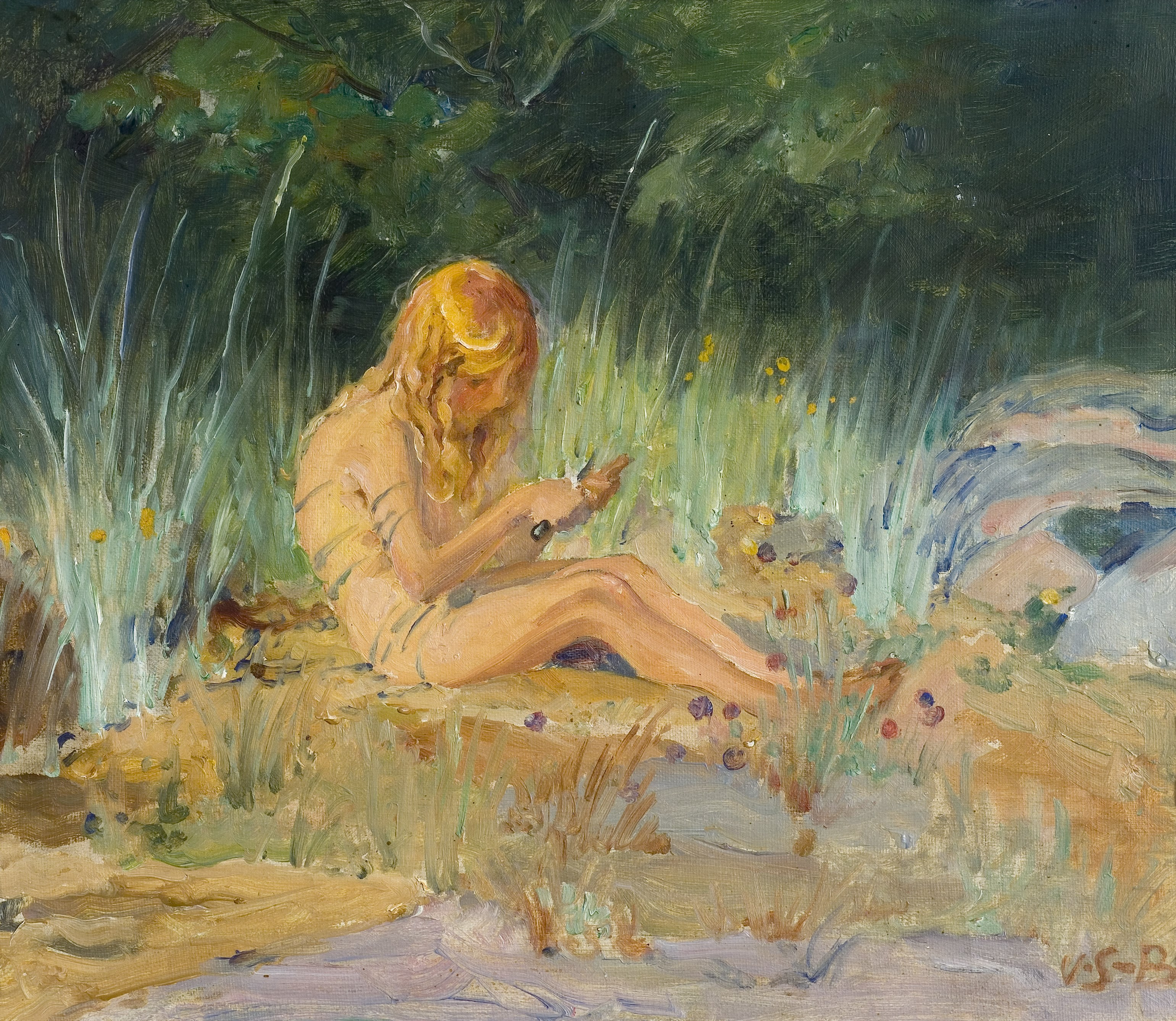
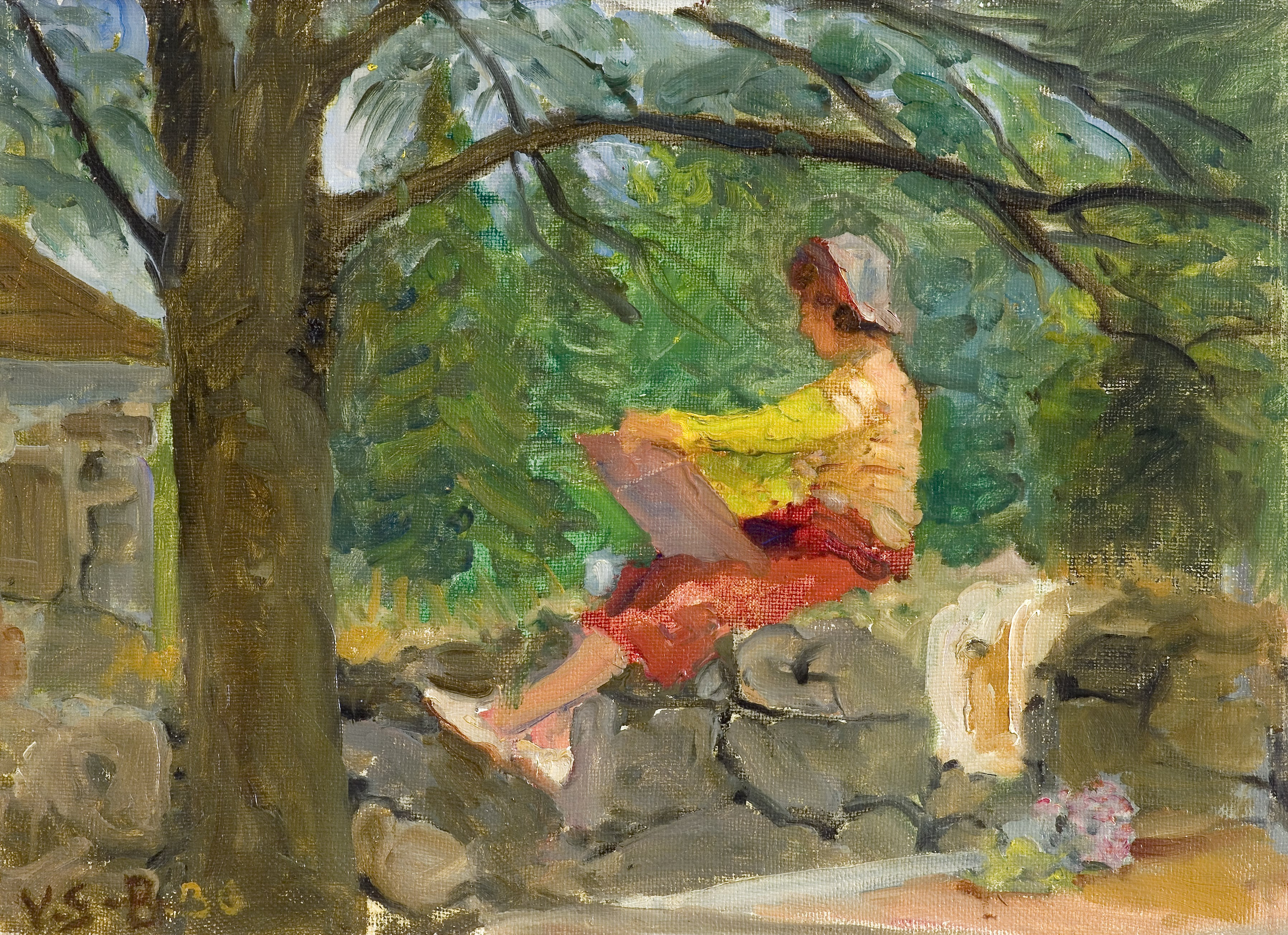
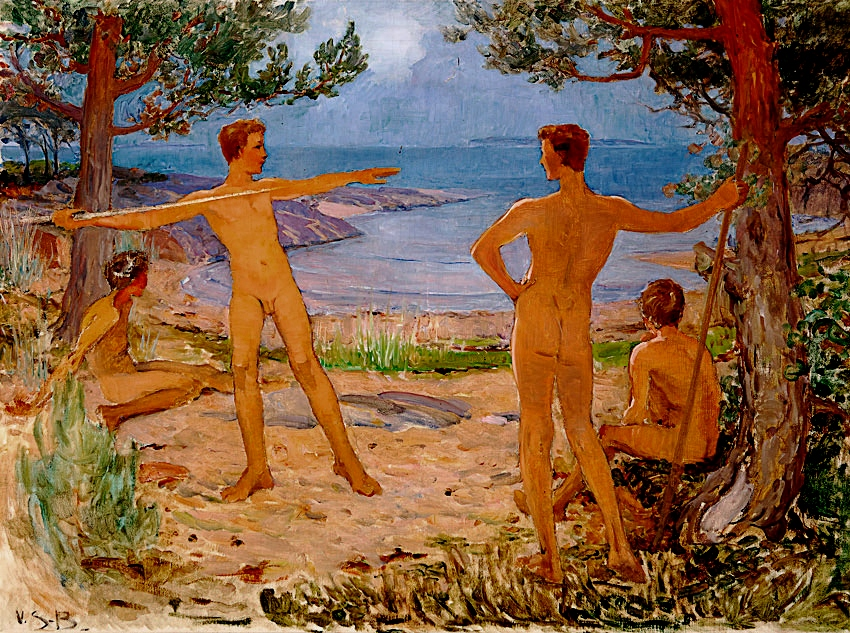
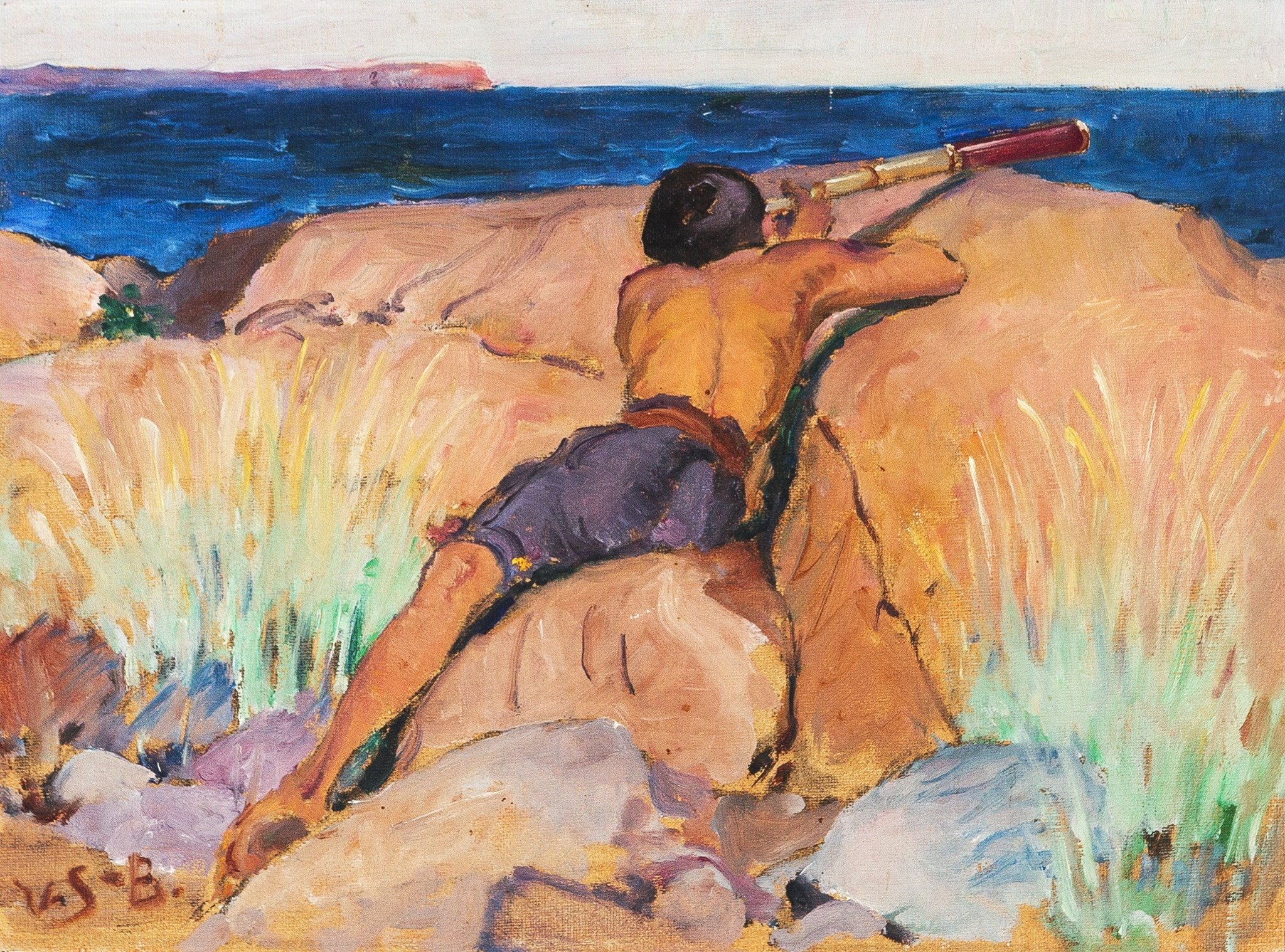
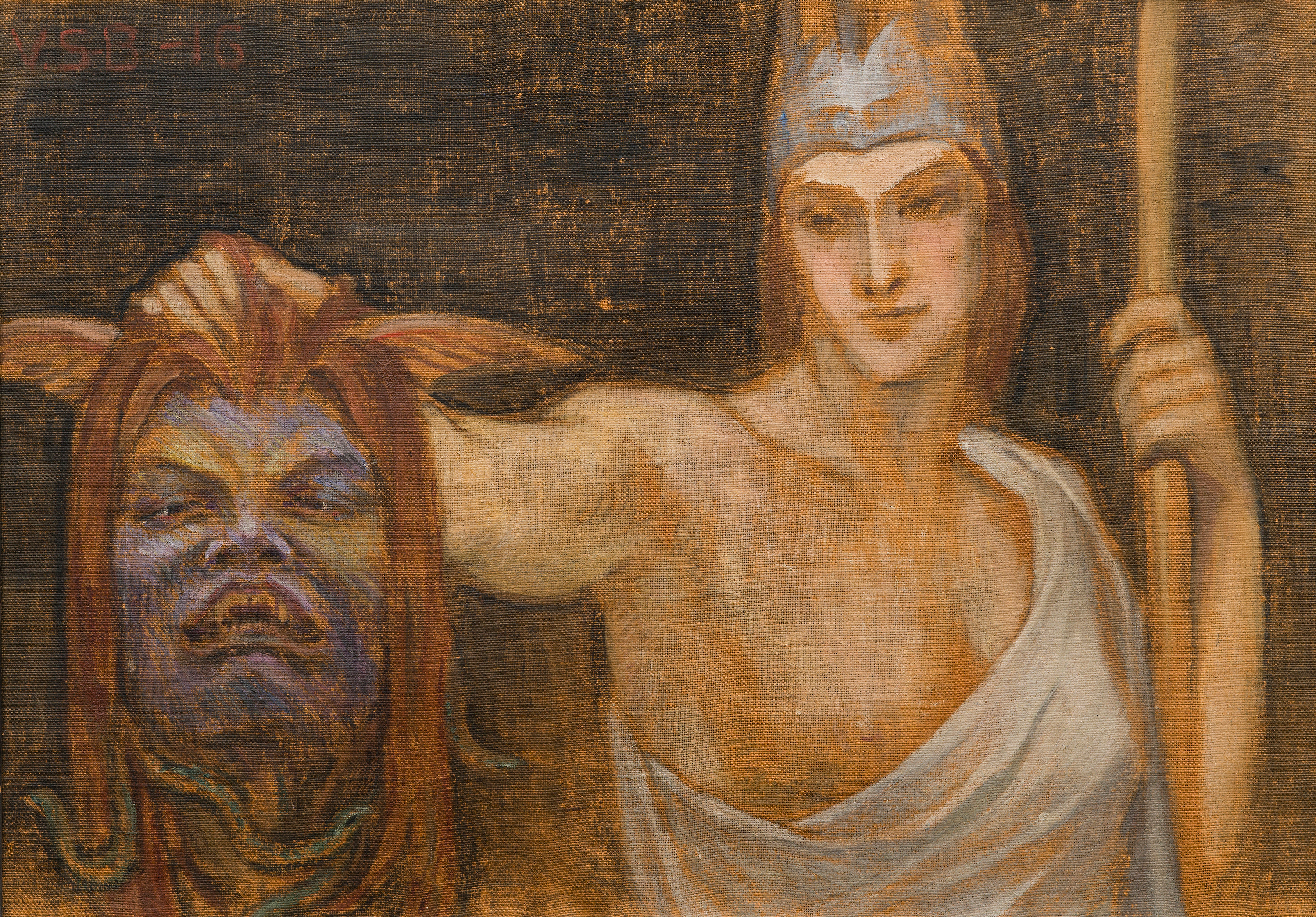
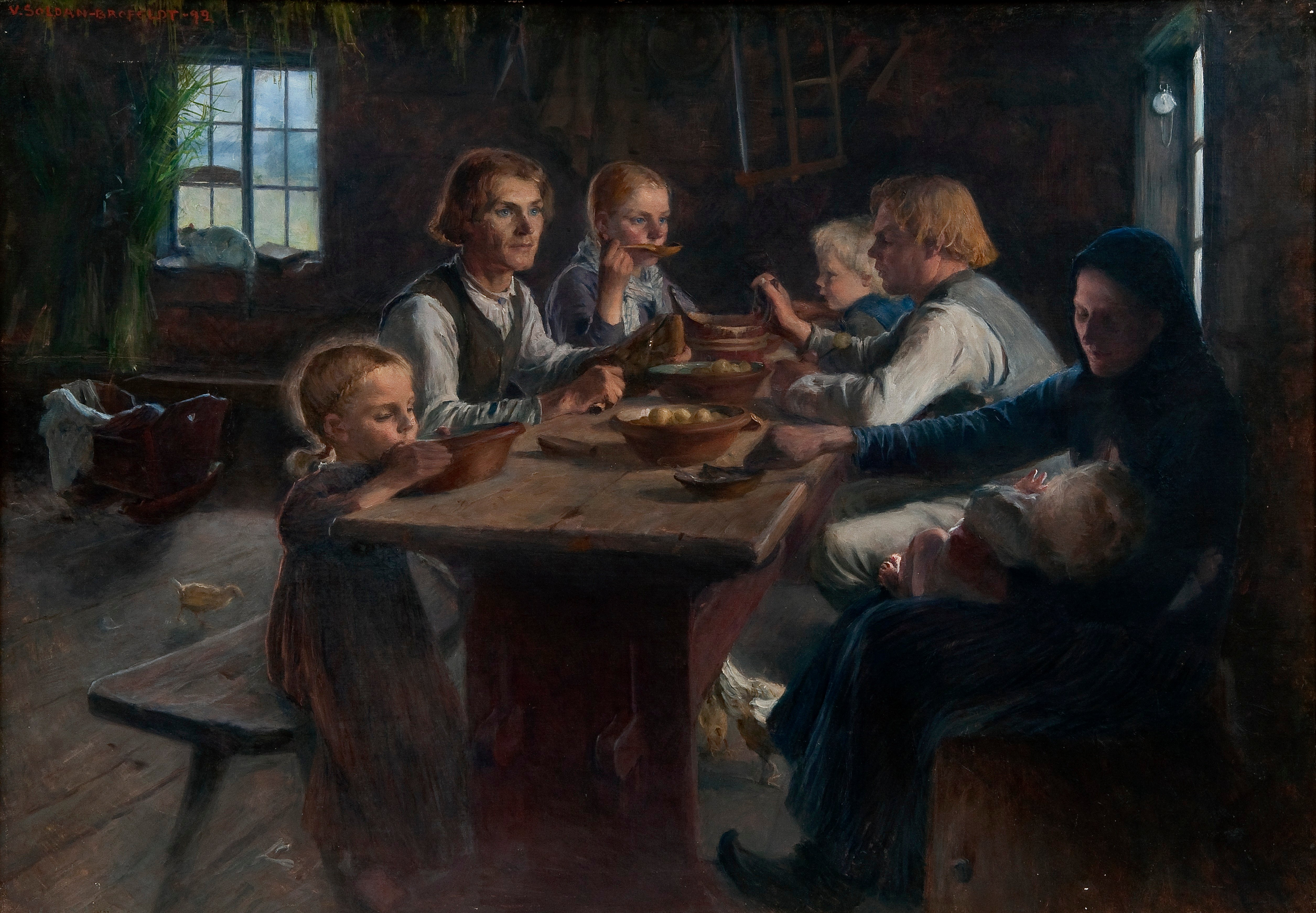
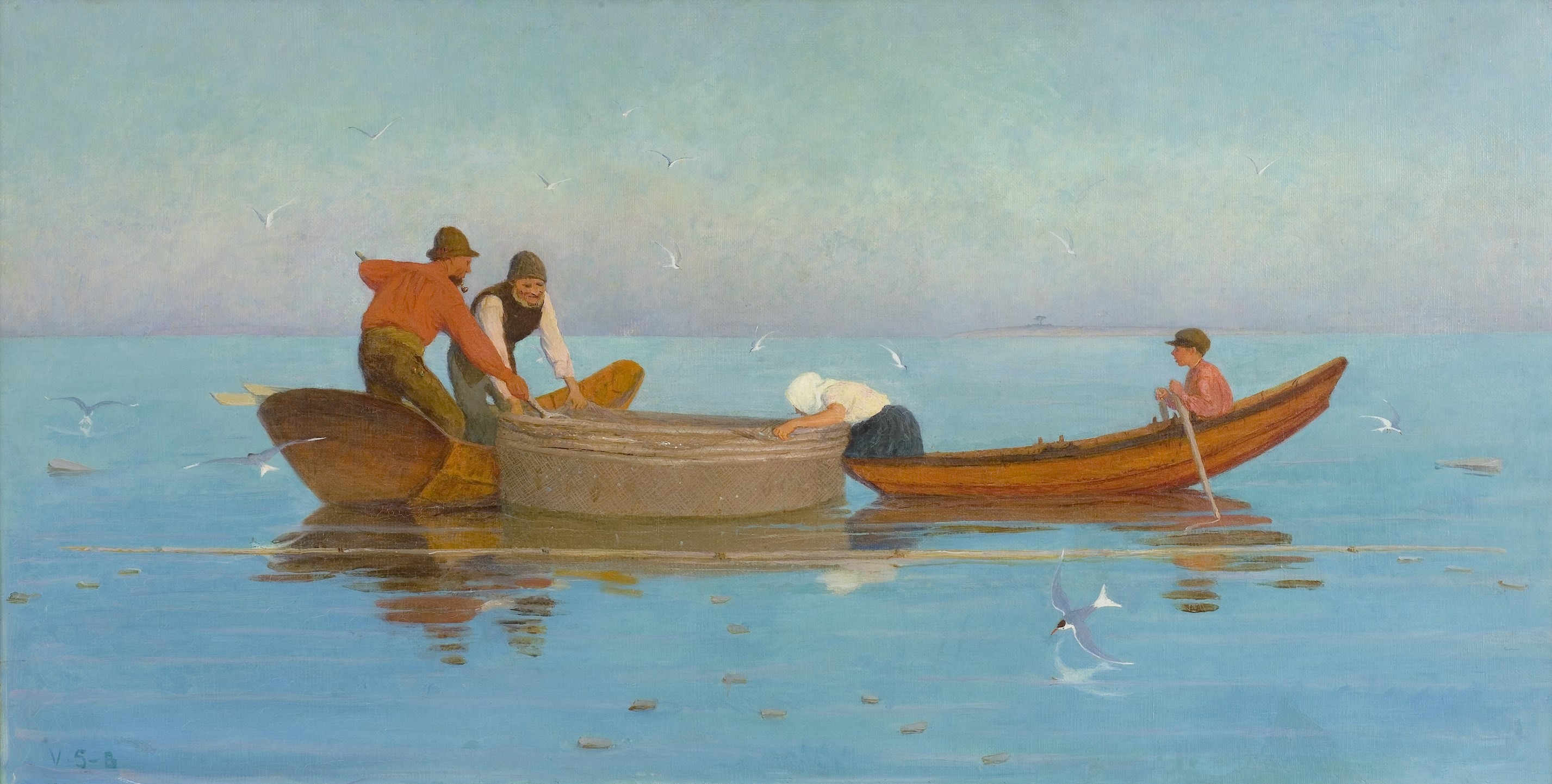
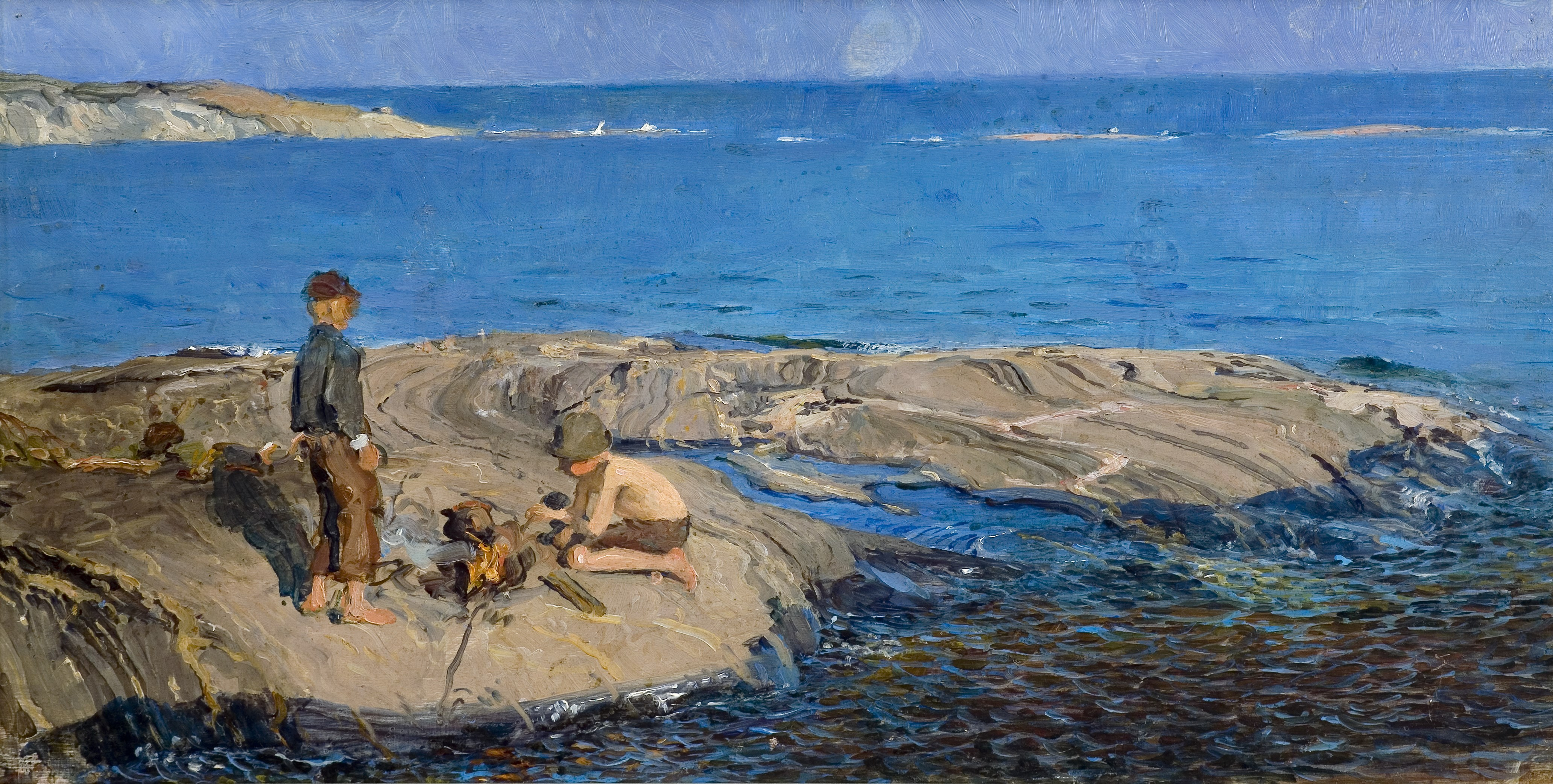